# Манносульфан
Манносульфан (МНН Mannosulfan) — это цитостатический противоопухолевый химиотерапевтический лекарственный препарат из группы алкилирующих средств, подгруппы алкилсульфонатов. Одобрен в США Food and Drug Administration для лечения рака. По степени токсичности уступает бусульфану. Действие манносульфана основано на его способности образовывать межцепочечные или внутрицепоченые связи между цепями ДНК, что в приводит к развитию апоптоза клеток.